# Google hacking
Nu confundați cu cartea Google Hacks.
„Google hacking” (numit și „Google dorking”) este o tehnică de hacking în informatică, care utilizează motorul Google Search și alte aplicații Google pentru a găsi breșe de securitate în configurația și codul sursă al unui site web.
Conceptul „Google Hacking” datează încă din anul 2002, când Johnny Long a început să colecteze interogări interesante de căutare pe Google care descopereau sisteme vulnerabile și/sau breșe de securitate (cum ar fi neprotejarea informațiilor sensibile) - și le-a numit googleDorks.
Lista acelor googleDorks a crescut treptat într-un dicționar mare de interogări, care au fost apoi organizate în baza de date originală Google Hacking Database (GHDB)[nefuncțională – arhivă]
 în 2004.  Aceste tehnici de Google hacking au făcut subiectul unei cărți publicate de Johnny Long în 2005, intitulată Google Hacking for Penetration Testers, Volume 1.
Odată cu apariția sa, conceptele explorate în Google Hacking au fost extinse și pe alte motoare de căutare, cum ar fi Bing și Shodan. Au fost dezvoltate unelte de atac de atomatizat care folosesc dicționare de expresii de căutare spcificife pentru a găsi sisteme vulnerabile și breșe de securitate în resurse publice care au fost indexate de motoarele de căutare.
O cronologie vizuală completă referitoare la evenimentele majore din Google Hacking începând cu anul 2002 până în present a fost realizată de firma de consultanță în securitate IT Bishop Fox.

## Principii de bază
Google hacking implică utilizarea unor operatori avansați în motorul de căutare Google pentru a depista string-uri specifice ale unui text în rezultatele de căutare. Unele din cele mai populare exemple sunt găsirea versiunilor specifice ale unor aplicații web vulnerabile.
De exemplu, următoarea expresie va găsi toate paginile web care conțin un text anumit: "publicat la 16 ianuarie"
Următoarea interogare va găsi toate paginile web care conțin cuvintele „admbook” și „version” în titlul site-ului, dar totodată, doar paginile web cu extensia „.php” (scrise în PHP).
```
intitle:admbook intitle:version filetype:php
```

Pot fi găsite și dispozitive connectate la Internet. De exemplu, următorul string va găsi toate camerele web publice: inurl:"ViewerFrame?Mode="
Combinația intitle:index.of urmată de cuvintele cheie dorite poate returna pagini de pe unele servere web ce conțin directorii de fișiere accesibile publicului. De exemplu, intitle:index.of mp3 va oferi în rezultate legături către directorii de pe servere web ce conțin fișiere MP3 accesibile publicului.

## Operatori avansați
Descriere operatori avansați:
| Operator   | Scop                                         | Îmbinare cu alți operatori? | Folosit separat? | Web               | Imagini           | Grupuri Google Groups | Știri             |
| ---------- | -------------------------------------------- | --------------------------- | ---------------- | ----------------- | ----------------- | --------------------- | ----------------- |
| intitle    | Căutare în titlul paginilor                  | da                          | da               | da                | da                | da                    | da                |
| allintitle | Căutare în titlul paginilor                  | nu                          | da               | da                | da                | da                    | da                |
| inurl      | Căutare în URL                               | da                          | da               | da                | da                | nu chiar              | la fel ca intitle |
| allinurl   | Căutare în URL                               | nu                          | da               | da                | da                | da                    | la fel ca intitle |
| filetype   | Căutare de tipuri specifice de fișiere       | da                          | nu               | da                | da                | nu                    | nu chiar          |
| allintext  | Căutare doar de text în corpul paginii       | nu chiar                    | da               | da                | da                | da                    | da                |
| site       | Căutare într-un site specific                | da                          | da               | da                | da                | nu                    | nu chiar          |
| link       | Căutare linkuri către pagini                 | nu                          | da               | da                | nu                | nu                    | nu chiar          |
| inanchor   | Căutare de legături-ancoră                   | da                          | da               | da                | da                | nu chiar              | da                |
| numrange   | Căutare de numere și intervale de numere     | da                          | da               | da                | nu                | nu                    | nu chiar          |
| daterange  | Căutare în intervale de date                 | da                          | nu               | da                | nu chiar          | nu chiar              | nu chiar          |
| author     | Caută rezultate pe Google Groups după autor  | da                          | da               | nu                | nu                | da                    | nu chiar          |
| group      | Caută pe Google Groups într-un grup specific | nu chiar                    | da               | nu                | nu                | da                    | nu chiar          |
| insubject  | Caută pe Google Groups în subiecte           | da                          | da               | la fel ca intitle | la fel ca intitle | da                    | la fel ca intitle |